# Sekundærrute 190
De Sekundærrute 190 is een secundaire weg in Denemarken. De weg loopt van Bjergby naar Aalborg. De Sekundærrute 190 loopt door Noord-Jutland en is ongeveer 48 kilometer lang.